# Gobierno

Política.

El Gobierno (del griego: κυβερνέιν kybernéin, «pilotar un barco», también «dirigir» o «gobernar») es el principal pilar del Estado; la autoridad que dirige, controla y administra sus instituciones, la cual consiste en la conducción política general o ejercicio del poder ejecutivo del Estado. En ese sentido, habitualmente se entiende por tal órgano (que puede estar formado por un presidente o primer ministro y un número variable de ministros) al que la Constitución o la norma fundamental de un Estado atribuye la función o poder ejecutivo, y que ejerce el poder político sobre una sociedad. También puede ser el órgano que dirige cualquier comunidad política.
Más estrechamente, "Gobierno" significa el conjunto de los ministros, es decir, es sinónimo de «gabinete». Son las definiciones formales de lo que tangiblemente es un Gobierno; pero sustancial e intangiblemente el gobierno de un Estado comprende el conjunto de intereses vitales que ejercita y defiende a través de los objetivos nacionales permanentes, estos son las pautas o normas de conducta inalterables en el arte de gobernar, como la vigencia de la integridad territorial, o la división del poder en tres ramas, para lo cual por periodos que varían entre cuatro y seis años generalmente, se identifican cuales objetivos nacionales actuales, conducen a la vigencia de los intereses vitales, cualquiera que sea la orientación ideológica y filosófica del gobernante de turno.

## Definición
La palabra gobierno deriva, en última instancia, del verbo griego κυβερνάω [kubernáo] (que significa dirigir con gubernaculum (timón), cuyo sentido metafórico se atestigua en la Nave del Estado de Platón).
El término «Gobierno» se suele utilizar con dos significados diferentes: en un sentido amplio, como equivalente a régimen político, al conjunto de los poderes públicos, y, en un sentido restringido, identificándolo con el poder ejecutivo:
- El «Gobierno» entendido como conjunto de los poderes públicos. Este primer significado proviene de la tradición clásica. Aristóteles en su Política presentó tres formas de gobierno (monarquía, o gobierno de uno; aristocracia, o gobierno de pocos; y «politeia» o gobierno de los más) con sus respectivas formas degeneradas (tiranía, oligarquía y democracia). En la actualidad esta concepción se utiliza en los países anglosajones en los que el término government equivale a los poderes del Estado.[2] Así entendido, el Gobierno es el conjunto de instituciones, estructuras administrativas y autoridades que ejercen las diversas actividades estatales, pero no debe ser confundido con el Estado. El Gobierno pasa, cambia y se transforma, mientras que el Estado permanece, aunque históricamente puede experimentar algunas transformaciones en algunos aspectos. Así pues, el Gobierno es el conjunto de los órganos directores de un Estado a través del cual se expresa el poder estatal, por medio del orden jurídico. La Enciclopedia Columbia define el gobierno como «un sistema de control social bajo el cual el derecho a hacer leyes, y el derecho a hacerlas cumplir, se confiere a un grupo particular de la sociedad».[3]

- El «Gobierno» entendido como poder ejecutivo. Esta acepción más específica se refiere al equipo formado por el presidente del Gobierno y sus ministros que forman el gabinete (incluye también al jefe de Estado si ostenta poderes políticos efectivos). Esta concepción, predominante en la Europa continental, deriva fundamentalmente de la obra de Montesquieu De l'esprit des lois (1748) en la que expuso su tesis de la división de poderes (poder legislativo, poder ejecutivo y poder judicial). Históricamente el gobierno, entendido como el poder ejecutivo del Estado, tiene su origen en el grupo de consejeros de los que se rodearon los reyes absolutos, que (con diversas denominaciones, según los casos, como «secretario del Despacho») actuaban en su ámbito de competencias (Estado, Gracia y Justicia, Guerra, entre otras) siguiendo las directrices políticas del monarca y solo eran responsables ante él. Al principio despachaban directamente con el rey pero más tarde formaron un órgano colegiado, por lo que los acuerdos se tomaban conjuntamente, pero siempre contando con la aprobación del rey. En las posteriores «Monarquías constitucionales» el «gabinete» o consejo de ministros con su presidente al frente fue también responsable ante el Parlamento, y en las monarquías parlamentarias exclusivamente, por lo que el soberano (cuando subsistió) dejó de formar parte del poder ejecutivo.[4] Por otro lado, la palabra «Gobierno» también suele utilizarse para referirse a los órganos ejecutivos de entidades sociopolíticas subnacionales (estados federados, comunidades autónomas, regiones, territorios dependientes, etc.).[5]

### Debates en la ciencia política
En la ciencia política, desde hace mucho tiempo es un objetivo crear una tipología o taxonomía de polities, ya que las tipologías de los sistemas políticos no son obvias. Es especialmente importante en los campos de ciencia política de política comparada y relaciones internacionales. Como todas las categorías discernidas dentro de las formas de gobierno, los límites de las clasificaciones gubernamentales son fluidos o están mal definidos.[cita requerida]
Superficialmente, todos los gobiernos tienen una forma oficial o ideal. Estados Unidos es una república constitucional, mientras que la antigua Unión Soviética era una república socialista. Sin embargo, la autoidentificación no es objetiva y, como sostienen Kopstein y Lichbach, definir los regímenes puede ser complicado. Por ejemplo, Voltaire sostenía que "el Sacro Imperio Romano no es ni santo, ni romano, ni un imperio".
Identificar una forma de gobierno también es difícil porque muchos sistemas políticos se originan como movimientos socioeconómicos y luego son llevados a los gobiernos por partidos que se autodenominan como esos movimientos; todos con ideologías políticas en competencia. La experiencia de esos movimientos en el poder, y los fuertes vínculos que pueden tener con determinadas formas de gobierno, pueden hacer que se consideren formas de gobierno en sí mismas.[cita requerida]
Otras complicaciones incluyen la falta de consenso general o la "distorsión o sesgo" deliberada de las definiciones técnicas razonables de las ideologías políticas y las formas de gobierno asociadas, debido a la naturaleza de la política en la era moderna. Por ejemplo: El significado de "conservadurismo" en los Estados Unidos tiene poco que ver con la forma en que se utiliza la definición de la palabra en otros lugares. Como señala Ribuffo, "lo que los estadounidenses llaman ahora conservadurismo gran parte del mundo lo llama liberalismo o neoliberalismo"; un " conservador" en Finlandia sería etiquetado como "socialista" en los Estados Unidos. Desde la década de 1950 el conservadurismo en los Estados Unidos se ha asociado principalmente con el Partido Republicano. Sin embargo, durante la época de la segregación racial en Estados Unidos muchos demócratas sureños eran conservadores, y desempeñaron un papel clave en la «Coalición Conservadora» que controló el Congreso de 1937 a 1963.
Las opiniones varían según los sujetos en cuanto a los tipos y propiedades de los gobiernos que existen. Los "matices de gris" son habituales en cualquier gobierno y su correspondiente clasificación. Incluso las democracias más liberales limitan la actividad política de sus rivales en una u otra medida, mientras que las dictaduras más tiránicas deben organizar una amplia base de apoyo, creando así dificultades para "encasillar" a los gobiernos en categorías estrechas. Ejemplos de ello son las reivindicaciones de la Estados Unidos como una plutocracia en lugar de una democracia ya que algunos votantes estadounidenses creen que las elecciones están siendo manipuladas por los ricos super PACs.
El filósofo griego clásico Platón habla de cinco tipos de regímenes: aristocracia, timocracia, oligarquía, democracia y tiranía. Platón también asigna un hombre a cada uno de estos regímenes para ilustrar lo que representan. El hombre tirano representaría la tiranía, por ejemplo. Estos cinco regímenes degeneran progresivamente, empezando por la aristocracia en la cima y la tiranía en la base.

## Formas de gobierno
Las formas de gobierno actuales se suelen agrupar en dos grandes tipos: democracias y autocracias. Según el politólogo español Jaume Colomer, las primeras se caracterizan por ser «sistemas de consenso» que se basan en «la existencia de una aceptación, o cuando menos, de una tolerancia social generalizada frente al poder establecido» (cuya «concreción más avanzada [sería] el Estado social y democrático de Derecho»), mientras que los segundos serían «sistema de coerción» (también llamados autoritarios) que se basan, «fundamentalmente, en el uso de la fuerza para la preservación de sus estructuras, quedando la creación de consenso en un plano subordinado, cuando no pura y simplemente inexistente». Colomer señala que la dictadura sería la forma moderna que habrían adoptado los «sistemas de coerción» que «han sido ampliamente dominantes a lo largo de la Historia en todas las áreas geográficas, con muy pocas excepciones».
Otros autores han señalado que una autocracia (del griego «autokrateia») es una forma de gobierno que concentra el poder en una sola figura (a veces divinizada) cuyas acciones y decisiones no están sujetas ni a restricciones legales externas, ni a mecanismos regulativos de control popular (excepto quizás por la amenaza implícita de un golpe de Estado o de una insurrección en masa). Por el contrario, los sistemas democráticos incluyen la participación de la población general en la toma de decisiones, más notoria como en la democracia directa o más remota como sucede en la democracia representativa. En los estados modernos con millones de personas, se dan formas de democracia representativa, con la posibilidad de referenda y plebiscitos sobre cuestiones particulares, que usualmente obligan al gobierno a decidir entre dos o más alternativas según el voto mayoritario de la población. Por otro lado, las democracias han tenido mayor apoyo de la población que los regímenes no democráticos, por esa razón muchos sistemas autoritarios e incluso totalitarios han llegado a referirse a sí mismos como democracias, democracias populares o democracias orgánicas, cuando en realidad dichos regímenes no serían considerados propiamente democráticos por muchos analistas.

### Formas de gobierno autoritarias
Josep Colomer ha propuesto diferenciar seis formas de gobierno autoritarias:
1. Formas de gobierno tradicionalistas. Según Jaume Colomer, en las «formas de gobierno tradicionalistas» «el sistema político fundamenta toda su legitimidad en la preservación de estructuras tradicionales (más o menos reales o presentadas como tales), casi siempre bajo formas hereditarias (monarquías, emiratos, sultanatos, etc.)» y se caracteriza por la «concentración ejecutiva y legislativa (enmascarada o no esta última por la existencia de algún órgano consultivo) en manos del monarca o figuras asimilables, basado en el apoyo del clan dinástico»; la «difusión de una ideología de preservación de elementos supuestamente constitutivos del cuerpo social que hunden sus raíces en la historia (la defensa de la tradición religiosa suele constituir, en estos casos, un elemento no determinante pero sí relevante); y el «carácter elemental del sistema institucional, normalmente reducido a la existencia de asambleas de notables». Los ejemplos más claros de dictaduras monárquicas son Arabia Saudí y los Emiratos del Golfo Pérsico, mientras que Marruecos y Jordania «presentan aspectos diferenciados en la medida en que han adoptado formas pseudoparlamentarias y han abierto el juego político hasta los límites de una oposición básicamente colaboracionista o, al menos, bajo control».
2. Formas de gobierno teocráticas. Según Colomer, las formas de gobierno teocráticas son aquellas en las que los poderes religiosos ostentan la supremacía institucional. Sin embargo, este politólogo advierte que «para poder hablar propiamente de poder teocrático, no basta con el hecho de que la defensa de las tradiciones religiosas llegue a constituir el referente ideológico fuerte del sistema», como sería el caso de Sudán o de Pakistán. Por esta razón es difícil encontrar en la actualidad ejemplos claros de teocracias. El caso más cercano podría ser la República Islámica de Irán instaurada en 1979, pero su estructura de poder es «bicéfala», «manteniendo lo político y lo religioso una delimitación relativamente clara». Una estructura similar presenta el Emirato Islámico de Afganistán. «En realidad, la única teocracia propiamente dicha que ha llegado hasta el siglo XX ha sido el régimen lamanista tibetano», hasta la anexión del Tíbet por la República Popular China en 1950-1951, puntualiza Colomer.
3. Regímenes militares. La dictadura militar se considera el tipo de dictadura más simple y más abiertamente coercitivo ya que sus dirigentes proceden del ejército, la institución coercitiva por excelencia. Se caracterizan por una escasa o nula institucionalización, el uso brutal y sistemático de la represión, la presencia subordinada de civiles en cargos políticos y la apelación a las justificaciones ideológicas (anticomunismo, defensa de la «civilización occidental» o de los valores tradicionales «en peligro», etc.). Se suelen distinguir dos variables: la personalista (el poder lo detenta un único militar indiscutido, como la dictadura de Franco en España) o la colegial (en la que el poder es detentado por una «junta» o «directorio», en el que el liderazgo puede ser rotatorio, como las Juntas Militares de Argentina).
4. Regímenes cívico-militares. Colomer los distingue de los regímenes militares propiamente dichos porque en los regímenes cívico-militares la dominación de las Fuerzas Armadas no se presenta en exclusiva sino que es compartida por elementos civiles. Según este politólogo, se pueden distinguir tres situaciones: 
  1. Regímenes de junta cívico-militar. Los militares y los civiles comparten el vértice del poder conjuntamente. Puede existir un cierto juego político interno pero siempre bajo la indiscutible hegemonía militar. Ejemplo: la Dictadura cívico-militar de Uruguay que encabezó Juan María Bordaberry.
  2. Regímenes de junta civil con garantía militar. La institución militar, iniciadora del régimen generalmente mediante un golpe de Estado, regresa a los cuarteles para dar paso a personal civil, cuya actuación estará permanentemente bajo la influencia de aquella. A veces en la junta civil también participan militares e incluso pueden llegar a presidirla, como en los casos de Argelia o la Indonesia de Suharto.
  3. Regímenes de «democracia vigilada». «Pese al funcionamiento aparentemente normal de instituciones democrático-representativas, la institución militar constituye un poder de reserva que se pone de manifiesto, en ocasiones de crisis, con un intervencionismo político, directo o indirecto, determinante. Es el caso paradigmático de Turquía, Malasia o, con matices, Egipto».
5. Regímenes de partido único. Como su nombre indica se caracterizan por la existencia de un único partido político que controla el poder del Estado. Colomer propone distinguir tres situaciones:
  1. El partido-Estado, que sería el caso paradigmático de los totalitarismos.[nota 1] El partido subordina al Estado hasta tal punto que se confunde con él, convirtiéndose de hecho en el Estado mismo. Tras los casos de la Alemania nazi, la Italia fascista y la Unión Soviética, en la actualidad solo se puede citar un único ejemplo: la Corea del Norte de la saga de Kim Il-sung.
  2. El partido de control de masas. Una situación muy próxima a la del «partido-Estado», en la que el partido único tiene como función preferente el control social. Según Colomer, «esta forma de Gobierno participa de elementos propios del totalitarismo y vendría a ser una forma menos acabada del mismo». Los casos más significativos son el Partido Comunista de China en la República Popular de China y el Partido Comunista de Cuba en la Cuba castrista y postcastrista.
  3. El partido fachada. Es una situación, frecuente en las dictaduras militares, en la que el partido único constituye solo una fachada del poder, sin un papel relevante en la toma de decisiones, como ocurrió con el Movimiento Nacional en la Dictadura de Francisco Franco.
6. Autoritarismos de base étnica. Se trata de regímenes autoritarios en los que una etnia asegura su supremacía sobre otras recurriendo a la fuerza («etnocracia»). Los casos más frecuentes se dieron en los países descolonizados de África y Asia, en la década de 1960, durante la Guerra Fría, y generalmente adoptaron la forma de una dictadura militar. Como ha señalado Jaume Colomer, «en muchas de estas situaciones el Estado como tal no existe. Y el Ejército se asemeja más a una banda armada que a una institución». Como ejemplos más representativos se suelen citar los casos de la República Centroafricana, República Democrática del Congo, Liberia, Somalia, Ruanda o Burundi.

### Formas de gobierno democráticas
El politólogo español Joaquim Lleixà ha señalado como «las tres formas de gobiernos más difundidas en los regímenes democráticos consolidados» las tres siguientes:
1. Parlamentarismo. En esta variante de la democracia liberal el Parlamento es la institución que elige y revoca a los gobiernos, que son responsables ante él. En las elecciones los ciudadanos votan diputados y son éstos los que otorgan o deniegan la confianza al candidato a presidir el gobierno (voto de confianza, moción de censura). El parlamentarismo, cuyo origen hay que situarlo en la Revolución Gloriosa inglesa de 1688, se consolidó en el siglo XX cuando las monarquías constitucionales, que habían puesto fin a las absolutas en el siglo anterior, dieron paso a las repúblicas parlamentarias o a las monarquías parlamentarias (en aquellos países donde la monarquía pervivió). Es la variante democrática dominante en Europa, con la excepción de Francia.
2. Presidencialismo. Esta variante de la democracia liberal nació en Estados Unidos y su funcionamiento institucional quedó establecido en la Constitución aprobada en 1787, y que en lo esencial sigue vigente en la actualidad (con sus veintisiete enmiendas). Partiendo de una rígida separación de poderes, el presidente, elegido directamente por los ciudadanos por un periodo de cuatro años, es a la vez jefe de Estado y jefe del gobierno, y no es responsable (ni los miembros de su Gabinete, nombrados por él) ante el Congreso, que ostenta el poder legislativo y que no puede ser disuelto por el presidente (dando lugar, según Lleixà, a una especie de «monarquía constitucional electiva, pero sin corona»: «al igual que en la vieja monarquía constitucional, también aquí Parlamento [el Congreso] y "soberano" se sitúan frente a frente, sin que un órgano como el Gobierno medie entre ambos»). Sin embargo, Estados Unidos es el único caso de presidencialismo puro, aunque ha influido en presidencialismos existentes en otros países, especialmente de Latinoamérica.
3. Semipresidencialismo. Es una variante de la democracia liberal cuyo primer ejemplo fue la República de Weimar (1919-1933) —a la que siguió la Segunda República española (1931-1939)— y el más notorio en la actualidad es la Quinta República francesa, establecida por el general De Gaulle en 1958. Se trata de un régimen híbrido entre el presidencialismo y el parlamentarismo. Del primero toma la elección directa por los ciudadanos del Presidente de la República, que no puede ser destituido por el Parlamento y que es quien propone al jefe del Gobierno (además de ostentar amplias atribuciones, especialmente en política exterior y de defensa). Del segundo toma que el jefe de Gobierno para poder desempeñar sus funciones ejecutivas tiene que contar también con la confianza del Parlamento («doble confianza»), que puede destituirlo mediante una moción de censura, obligando al Presidente de la República a presentar un nuevo candidato acorde con las mayorías existentes en la Cámara o convocar elecciones legislativas. Además de en Francia, el sistema semipresidencialista es el que existe en Austria, Irlanda, Islandia, Portugal y Finlandia (aunque en este último país el presidente de la República no es elegido directamente por los ciudadanos). Según Joaquim Lleixà, «los semiparlamentarismos forman parte de un curso de experiencias aludidas en la idea de "racionalización" del parlamentarismo», con el objetivo de «fortalecer el ejecutivo frente al Parlamento liberal-democrático, crear un Gobierno "fuerte"», como en el ámbito del parlamentarismo lo constituye la moción de censura constructiva.

Otros autores han señalado que históricamente se pueden diferenciar la democracia directa, la democracia representativa o alguna forma mixta (democracia semidirecta). 
1. Democracia directa. El Gobierno directo es aquel en el cual el pueblo ejerce directamente las funciones de Gobierno, actúa realizando actos de Gobierno sin representantes. Este régimen no existe actualmente y puede afirmarse que nunca se realizó, en Estado alguno. Solo ha sido posible en pequeñas circunscripciones (Municipios, Cantones suizos). Se ha dicho que en la Antigua Grecia se practicó la Democracia directa; lo que no es exacto, pues si bien el pueblo se reunía en el Ágora para discutir y resolver las cuestiones de Gobierno, era en realidad una aristocracia ya que estaban excluidos los extranjeros, esclavos y mujeres. En la época moderna todos los autores citan como ejemplo de Gobierno directo los cantones suizos. Pero en realidad esas reuniones eran esporádicas y en ellas se limitaban a votar por sí o por no a los proyectos sometidos a su consideración. El Gobierno directo es una forma teórica y actualmente imposible de practicar, por el aumento de población de los Estados y la complejidad de la tarea gubernativa, cada vez más técnica.
2. Democracia representativa. El Gobierno representativo es aquel en el cual las funciones de Gobierno son realizadas por los representantes del pueblo. Actualmente la casi totalidad de los regímenes democráticos de Gobierno son representativos. Los gobernantes son considerados “representantes” de la ciudadanía y son ungidos en su calidad de tales mediante el sufragio. Este es el único contrato del elegido con el elector; el pueblo solamente tiene derecho de elección, la relación de representación se desarrolla a través del partido político. El representante no puede ser revocado, porque sus electores no tienen ningún contrato después del voto, salvo a través del partido político. Teóricamente el votante se inclina por un partido político por adhesión al programa de Gobierno que este propugna y vota por los candidatos de ese partido. Por esa razón el representante debiera cumplir con el programa y las autoridades del partido controlar su actuación. El mayor desarrollo de la democracia representativo se producido en Occidente, basándose en el reconocimiento a la eminente dignidad humana y en la organización estatal con el objeto de fomentar las múltiples posibilidades que derivan de dicha persona. Asimismo se basa en el predominio de la mayoría, pero con respeto a las minorías, lo que conduce al pluripartidismo. Y en cuanto al funcionamiento se han señalado como rasgos esenciales: la pluralidad de órganos constitucionales y la aceptación de la teoría de separación de poderes; la Constitución rígida y un control de constitucionalidad de las leyes ordinarias; el Parlamento electivo; una amplia tutela jurisdiccional de los derechos públicos subjetivos y particularmente los derechos de la libertad civil; una descentralización amplia; e ideas parlamentadas.
3. Democracia semidirecta. El régimen semi representativo es aquel que participa de ambos sistemas; el Gobierno se realiza indirectamente por medio de representantes, pero el pueblo realiza directamente algunos actos de Gobierno, es decir que no limita su intervención al sufragio, sino que a veces utiliza formas de Gobierno directo: plebiscitos, referendos, iniciativa popular.

### Jefe de Estado: Monarquía o República
En cuanto a quien desempeñe la Jefatura del Estado se distingue entre:
- Monarquía. El jefe de Estado es vitalicio y normalmente hereditario. En las monarquías parlamentarias ostenta funciones exclusivamente simbólicas y protocolarias y es irresponsable políticamente, ya que sus actuaciones siempre están refrendadas por uno u otro miembro del Gobierno, en cuyo caso es éste el responsable ante el Parlamento.
- República. El jefe de Estado es nombrado por un tiempo limitado y elegido directa o indirectamente por los ciudadanos. En el caso de las repúblicas parlamentarias ostenta únicamente funciones simbólicas y protocolarias y generalmente es elegido por el Parlamento y no directamente por los ciudadanos, quienes sí eligen directamente a los Presidentes de la República en los regímenes presidencialistas y semipresidencialistas, que ostentan amplios poderes políticos.
 El término República proviene de la idea de considerar el país como un «asunto público» (en latín: res publica), no una propiedad privada o propiedad de los gobernantes, y donde los cargos de los estados se eligen o nombran posteriormente directa o indirectamente en lugar de ser hereditarios. El pueblo, o una parte significativa de él, tiene el control supremo sobre el gobierno y sobre los lugares donde los cargos del estado son elegidos o elegidos por personas elegidas.[16] Una definición simplificada común de república es un gobierno donde el jefe de Estado no es un monarca.[17][18] Montesquieu incluía tanto las democracias, donde todo el pueblo participa en el gobierno, como las aristocracias u oligarquías, donde solo gobierna una parte del pueblo, como formas republicanas de gobierno.[19]

## Organización del Gobierno
En cuanto a la organización del Gobierno se distingue entre aquellos gobiernos que están formados por un único órgano (monismo) y los que están formados por dos órganos principales (dualismo). Estos órganos pueden ser unipersonales (monocrático) o pluripersonales (colegiado). La combinación de los dos criterios puede dar lugar a diversas variables, pero las principales son dos:
- Presidencialista (monista y monocrática). El ejemplo más acabado es el de Estados Unidos donde el gobierno está constituido por un único órgano unipersonal: la Presidencia (ciertamente existe un Gabinete pero sus miembros no son responsables ante el Congreso sino exclusivamente ante el presidente que es quien los nombra, con el consentimiento del Senado, y quien únicamente los puede destituir). Es la forma de organización del gobierno propia de los sistemas presidencialistas. Un caso específico lo constituye Suiza, cuyo gobierno también es monista, pero no monocrático, ya que está constituido por un órgano colegiado, el Consejo Federal.
- Gabinete encabezado por un primer ministro (dualista y colegiada). En los gobiernos organizados de forma dual existe un jefe de Estado (monárquico o republicano) y un Gobierno, que es un órgano colegiado formado por el presidente del Gobierno y los ministros, algunos de los cuales pueden ostentar el cargo de vicepresidentes. Todos ellos conjuntamente forman el consejo de ministros. Sin embargo, en algún caso como el de Reino Unido, no todos los ministros forman parte del Gabinete, al existir un segundo escalón de junior ministers con competencias más sectoriales (equivaldrían a lo que en otros países se denominan  Secretarios de Estado). Esta segunda variante de la organización del gobierno es la que predomina en los sistemas parlamentarios y semipresidencialistas. No obstante, esta variable está evolucionado en los últimos decenios en los sistemas parlamentarios hacia una situación monocrática de facto conforme el presidente del Gobierno ha ido ganando peso y protagonismo políticos frente a sus ministros (de hecho las elecciones se focalizan en los candidatos a presidir el Gobierno, aunque lo que se votan son diputados, que son los que finalmente otorgarán o no el voto de confianza al candidato).

## Sistemas económicos
Históricamente, la mayoría de los sistemas políticos se originaron como ideologías socioeconómicas. La experiencia con esos movimientos en el poder y los fuertes lazos que puedan tener con formas particulares de gobierno pueden hacer que se consideren formas de gobierno en sí mismas.
| Término             | Definición |
| Capitalismo         | Sistema socioeconómico en el que los medios de producción (máquinas, herramientas, fábricas, etc.) son de propiedad privada. |
| Comunismo           | Un sistema socioeconómico en el que los medios de producción son de propiedad común (ya sea por el pueblo directamente, a través de la comunidad o por la sociedad comunista), y la producción se lleva a cabo para el uso, en lugar de para el beneficio. Normalmente, las sociedades comunistas utilizan una economía planificada para dirigir la producción y distribución de bienes y servicios. |
| Distributismo       | Un sistema socioeconómico en el que se generaliza la propiedad como derecho fundamental; los medios de producción se extienden lo más ampliamente posible en lugar de estar centralizados bajo el control del Estado (socialismo de Estado), de unos pocos individuos (plutocracia), o de corporaciones (corporatocracia). El distributismo se opone fundamentalmente al socialismo y al capitalismo, que los distributistas consideran igualmente defectuosos y explotadores. Por el contrario, el distributismo pretende subordinar la actividad económica a la vida humana en su conjunto, a nuestra vida espiritual, nuestra vida intelectual, nuestra vida familiar". |
| Feudalismo          | Un sistema socioeconómico de propiedad de la tierra y de obligaciones. Bajo el feudalismo, toda la tierra de un reino era del rey. Sin embargo, el rey regalaba parte de la tierra a los señores o nobles que luchaban por él. Estos regalos de tierras se llamaban señoríos. Luego, los nobles daban parte de sus tierras a los vasallos. Los vasallos tenían que cumplir con las obligaciones de los nobles. Las tierras de los vasallos se llamaban feudos. |
| Socialismo          | Un sistema socioeconómico en el que los trabajadores, democráticamente y poseen socialmente los medios de producción y el marco económico puede ser descentralizada, distribuida o centralizada planificada o autogestionada en unidades económicas autónomas. Servicios públicos serían de común, colectiva, o propiedad estatal, como atención sanitaria y educación. |
| Estatismo           | Sistema socioeconómico que concentra el poder en el Estado a expensas de la libertad individual. Entre otras variantes, el término engloba la teocracia, la monarquía absoluta, el nazismo, el fascismo, el socialismo autoritario y la dictadura simple y sin adornos. Estas variantes difieren en cuestiones de forma, táctica e ideología. |
| Estado de bienestar | Sistema socioeconómico en el que el Estado desempeña un papel fundamental en la protección y promoción del bienestar económico y social de sus ciudadanos. Se basa en los principios de igualdad de oportunidades, de la distribución equitativa de la riqueza y de la responsabilidad pública por aquellos que no pueden disponer de las provisiones mínimas para una buena vida. |

## Críticas a la noción de Gobierno
Diversas ideologías históricas han hecho una crítica radical de la existencia del Estado en sí mismo, o las formas de Gobierno elegidas para dirigir el Estado. Así diversas formas de anarquismo han pugnado por la abolición de ciertas instituciones del Estado, mientras que en general el comunismo no ha abogado por la desaparición inmediata del Estado, sino por la forma que obligatoriamente debe estar constituida el Gobierno y la desaparición de ciertos tipos de Gobierno y los objetivos que debe perseguir dicho Gobierno. Igualmente, otras ideologías como el socialismo, la socialdemocracia, la democracia cristiana, el liberalismo o el fascismo apoyan decididamente la existencia de un Gobierno, y no hacen afirmaciones muy concretas sobre quien debe constituirlo, y más bien tienden a propugnar cuales son los objetivos ideales de un Gobierno.
Desde el libertarismo y el anarcocapitalismo, algunos de sus partidarios han criticado la existencia del Gobierno político, no supeditado a la lógica del mercado y han difundido argumentos sugiriendo que el Gobierno es siempre una institución de autoprotección social, poco segura al largo plazo, que tal vez no sea capaz de asegurar los servicios de protección social a futuro, cuando la especie alargue la esperanza de vida por encima de los 100 años.

## Mapas

Índice de Democracia de la Economist Intelligence Unit (EIU), 2017.
----
Democracias plenas
9–10
8–9
Democracias defectuosas
7–8
6–7
Regímenes Híbridos
5–6
4–5
Regímenes autoritarios
3–4
2–3
0–2

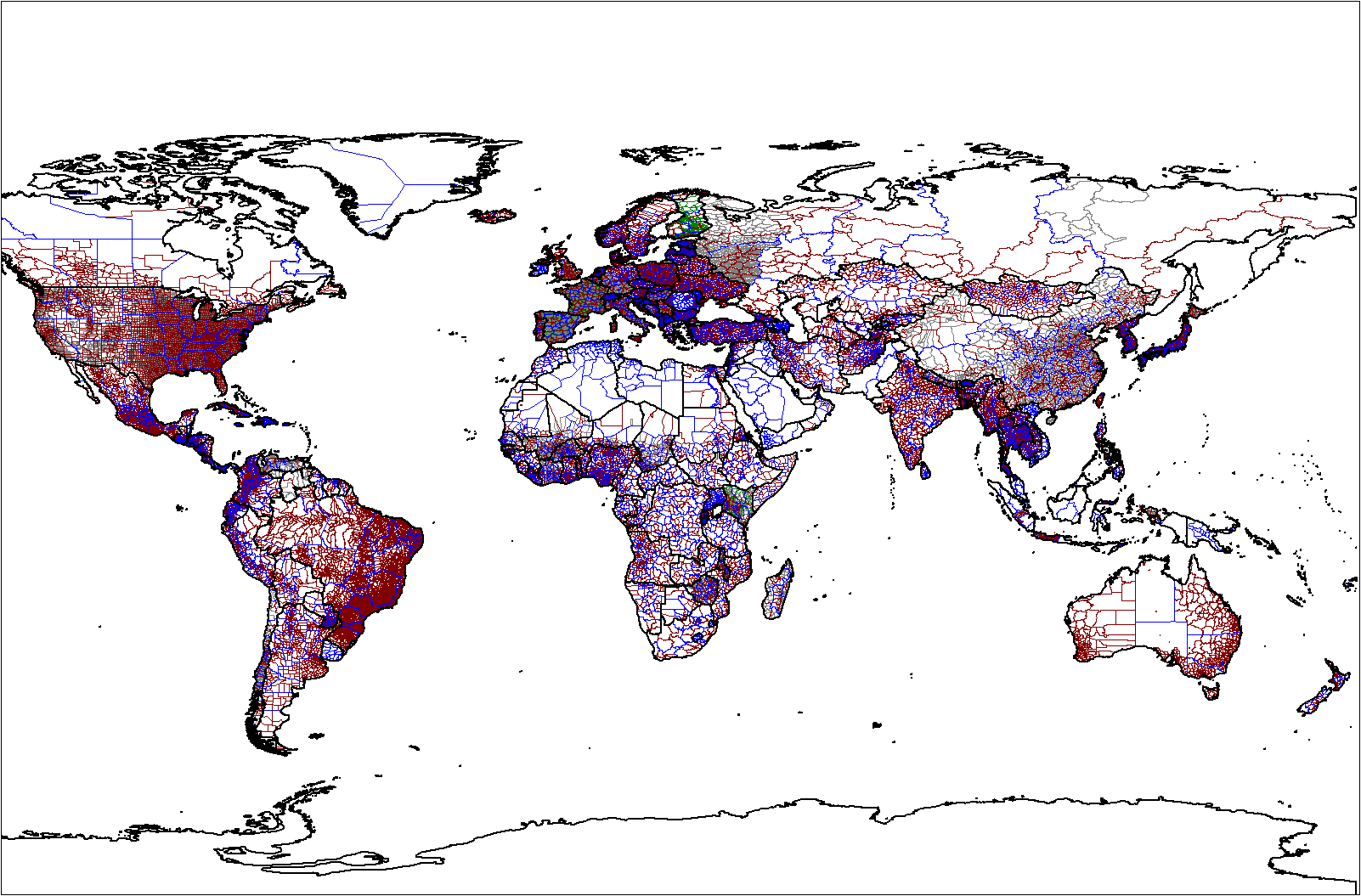
Niveles administrativos mundiales

Un mapa mundial que distingue a los países del mundo como federaciones (verde) de los estados unitarios (azul).
----
Estados unitarios
Estados federales

|  | Democracias plenas 9–10 8–9 | Democracias defectuosas 7–8 6–7 | Regímenes Híbridos 5–6 4–5 | Regímenes autoritarios 3–4 2–3 0–2 |